# Дикий Денис Леонідович
Денис Леонідович Дикий (нар. 14 жовтня 1980, Алтайський край) — український військовик, полковник, командир 91-го окремого полку оперативного забезпечення Збройних сил України, учасник російсько-української війни. Герой України (2022).

## Життєпис
Денис Дикий народився 14 жовтня 1980 року в Алтайському краї в родині військових. Батько — офіцер інженерних військ, закінчив службу зі званням полковника.
2002 року закінчив Військово-інженерний інститут при Подільській державній аграрно-технічній академії (нині — Факультет військової підготовки Кам’янець-Подільського національного університету імені Івана Огієнка) за спеціальністю «Застосування частин та з'єднань інженерних військ».
2010 року вступив до Національного університету оборони України імені І. Черняховського, де отримав освіту магістра за спеціальністю «Застосування частин та з'єднань інженерних військ оперативно-тактичного рівня». Закінчив заклад вищої освіти 2012 року із золотою медаллю і був нагороджений шаблею Богдана Хмельницького.
З 2002 року проходив службу у військовій частині А0563 на посадах від командира взводу до начальника штабу батальйону. З 2012 — заступник командира в/ч А0563 з озброєння. 21 серпня 2018 року очолив військову частину.
У 2014 році під час виконання одного із завдань у Старогнатівці за Волновахою біля Гранітного його підрозділ потрапив у засідку. На той час служив заступником командира полку з озброєння, сапери їхали виконувати завдання з підриву мосту й потрапили в засідку, противник знищив техніку. Тоді Денис урятував людей, під кулями витягнули поранених, виходили з боєм.
На початку повномасштабного російського вторгнення в Україну полковник Денис Дикий («Тренер») обійняв посаду начальника Охтирського гарнізону, будучи командиром військової частини А0563. Оборона Охтирки тривала понад місяць. Полковник Денис Дикий за ті бої був удостоєний звання Герой України. Після деокупації Сумщини на початку квітня 2022 року став ініціатором реалізації проєкту мобільного комплексу відеоспостереження «ЩИТ-Фантом» на Сумщині. Завдяки відеоспостереженню в рамках проєкту (встановлено 50 об'єктів відеоспостереження вздовж кордону на Сумщині) відбувається контроль ситуації прикордонниками та ЗСУ у Сумській області, які слідкують за порушенням кордонів України та відслідковуванням переміщення збройних формувань агресора в межах прикордонних зон. Його реалізація стала можливою завдяки активній допомозі волонтерів, благодійників, народних депутатів України Ігоря Молотка та Юрія Шаповалова, а також депутатів Полтавської обласної ради Олексія Матюшенка та Олександра Ващенка, мера Кременчука Віталія Малецького тощо.

## Нагороди
- звання «Герой України» з врученням ордена «Золота Зірка» (2 березня 2022) — за особисту мужність і героїзм, виявлені у захисті державного суверенітету та територіальної цілісності України, вірність військовій присязі[8].
- орден «За мужність» III ступеня (5 грудня 2017) — за особистий внесок у зміцнення обороноздатності Української держави, мужність і самовіддані дії, виявлені у захисті державного суверенітету та територіальної цілісності України, зразкове виконання військового обов'язку[9].
- медаль «Захиснику Вітчизни» (6 січня 2016) — за особисту мужність і високий професіоналізм, виявлені у захисті державного суверенітету та територіальної цілісності України, вірність військовій присязі[10];
- почесний громадянин міста Охтирка (2022)[джерело?].